# Jania novae-zelandiae
Jania novae-zelandiae Harvey in J.D. Hooker, 1855  é o nome botânico de uma espécie de algas vermelhas pluricelulares do gênero Jania.
- São algas marinhas encontradas na Nova Zelândia.

## Sinonímia
Não apresenta sinônimos.